# Priacanthus fitchi
Priacanthus fitchi är en fiskart som beskrevs av Starnes, 1988. Priacanthus fitchi ingår i släktet Priacanthus och familjen Priacanthidae. Inga underarter finns listade i Catalogue of Life.